# بازگشت وایکینگ‌ها
بازگشت وایکینگ‌ها (انگلیسی: The Return of the Vikings) فیلم کوتاه بریتانیایی محصول ۱۹۴۴ از استودیوی ایلینگ به کارگردانی و نویسندگی چارلز فرند است. این مستند درام در مورد یک قایق ماهیگیری نروژی در زمان جنگ جهانی دوم است. لئو گن به عنوان راوی در این فیلم حضور دارد.